# Spoorlijn Georgsmarienhütte - Permer Stollen
De spoorlijn Georgsmarienhütte - Permer Stollen is een Duitse spoorlijn en is als spoorlijn 9161 onder beheer van DB Netze.

## Geschiedenis
Het traject tussen Georgsmarienhütte en Hasbergen werd door de Königlich Hannöversche Staatseisenbahnen geopend in 1870. Het westelijke gedeelte van de lijn tussen Wulsfkotten en Permer Stollen heeft tot 1926 dienstgedaan als ertsspoorlijn. In 1944 is dit gedeelte heropend als omleidingsroute tussen de lijnen Wanne-Eickel - Hamburg en Löhne - Rheine omdat Osnabrück Hauptbahnhof door omvangrijke bombardementen verwoest was. Hiertoe werden twee verbindingsbogen aangelegd aan het voormalige tracé van de ertslijn. In 1949 is dit gedeelte weer opgebroken.

## Aansluitingen
In de volgende plaatsen is of was er een aansluiting op de volgende spoorlijnen:
OesedeDB 2950, spoorlijn tussen Brackwede en Osnabrück
HasbergenDB 2200, spoorlijn tussen Wanne-Eickel en Hamburg
Permer StollenDB 2992, spoorlijn tussen Löhne en Rheine